# HD8801
HD8801 — хімічно пекулярна зоря спектрального класу A5, що має видиму зоряну величину в смузі V приблизно  6,4.
Вона  розташована на відстані близько 182,1 світлових років від Сонця.

## Фізичні характеристики
Зоря HD8801 обертається 
досить швидко 
навколо своєї осі. Проєкція її екваторіальної швидкості на промінь зору становить  Vsin(i)= 78км/сек.